# Hybridní resistence
Hybridní resistence je děj poprvé pozorovaný v roce 1963 Cudkowicem. Jedná se o děj, při kterém je odvržen parentální (P) štěp kostní dřeně F1 generací. Tento jev je způsoben NK (z angl. Natural killers) buňkami  recipienta. Model vysvětlující hybridní resistenci se nazývá "missing self" (chybějící vlastní – myšleno molekula např. MHC I).

## Mechanismus
Buňkami, které jsou zodpovědné za rejekci P štěpu F1 generací jsou NK buňky. Aktivita těchto buněk je inhibována, pokud dostávají signál přes inhibiční receptory (Ly49 u myši, KIR z angl. killer inhibitory receptor u člověka). Ly49, či KIR rozpoznávají MHC I molekuly na ostatních buňkách a na základě toho s nimi interagují. Pokud převažuje inhibice, tedy signál MHC I – Ly49/KIR je NK buňka inhibována. Pokud však na buňce MHC I (u myši H2) molekula chybí,  dojde k inhibici inhibice, tedy aktivaci.
V případě transplantace kostní dřeně, kdy F1 generace vznikla křížením  jedince H2b/b a H2k/k  má F1 hybrid MHC I alely H2b/k. V F1 generaci se tedy budou vyskytovat populace NK buněk rozpoznávající jako vlastní "self" antigen MHC I → H2b/k. Z P generace může být transplantována kostní dřeň s alelami  H2b/b nebo H2k/k, tedy NK buňky recipienta nebudou dostatečně inhibovány, jelikož potřebují signalizovat jak přes H2b tak přes H2k . To vede k tomu, že parentální kostní dřeň rozpoznají jako cizí a dojde k odvržení štěpu.